# Смоляное (Житомирская область)
Смоляное (укр. Смоляне) — село на Украине, находится в Овручском районе Житомирской области.
Код КОАТУУ — 1824282204. Население по переписи 2001 года составляет 51 человек. Почтовый индекс — 11156. Телефонный код — 4148. Занимает площадь 2,07 км².

## Адрес местного совета
11156, Житомирская область, Овручский р-н, с.Гошев